# Міліграм
Мілігра́м — одиниця маси у системі СГС.
Міліграм — 10−3 грама (одна тисячна частина грама). Позначення: мг, mg.
Таким чином,
1 mg = 10-3 g =
10-6 kg